# Onomarchos
 (octobre 2023).
Onomarchos ou Onomarque (en grec ancien Ονόμαρχος / Onómarkhos) est un général commandant les troupes phocidienne au cours de la troisième guerre sacrée (356-346 av. J.-C.). Il est vaincu par Philippe II à la bataille du Champ de Crocus en 352 av. J.-C.

## Biographie
Les sources antiques indiquent qu'Onomarchos est né à Élatée est qu'il le fils de Théotime et qu'il a un frère nommé Philomélos. Selon d'autres sources, il a un autre frère, Phayllos, lui aussi militaire.
Durant la campagne contre la cité de Tithorée durant la troisième guerre sacrée, il commande une division de l'armée phocidienne sous les ordres de son frère Philomèle, qui périt dans l'affaire. Après la bataille, Onomarchos hérite du titre de stratégos autokrator ; il rassemble le reste de ses troupes et se retire vers Delphes. Une assemblée du peuple a lieu au cours de laquelle Onomarchos soutient énergiquement la poursuite de la guerre, en s'opposant aux conseils du parti plus modéré, et réussit à obtenir sa propre nomination au commandement suprême en remplacement de Philomélos en 353 av. J.-C. Il est loin d'imiter la modération de son prédécesseur : il confisque sans scrupules les biens de tous ceux qui s'opposent à lui et les trésors sacrés du sanctuaire de Delphes. Grâce à cela, il réussit à rassembler et à entretenir un grand corps de mercenaires et en outre à corrompre de nombreux États hostiles ; c'est ainsi qu'il peut influencer les Thessaliens qui abandonnent leurs alliés et adoptèrent une position neutre.
Ainsi libéré de ses adversaires les plus à craindre, Onomarchos envahit la Locride, prend Thronion, contraint Amphissa à se soumettre, ravage la Tétrapolis dorienne, et enfin tourne ses armes contre la Béotie, où il prend Orchomène et assiége Chéronée, mais il est contraint de battre en retraite sans avoir pu faire davantage. Après le siège de Chéronée, il reçoit une demande d'aide de la part de Lycophron, tyran de Phères, qui a  été attaqué par Philippe II. Il commence par envoyer en Thessalie son frère Phayllos avec une armée de 7 000 hommes qui est vaincue par l'armée macédonienne. Onomarchos marche alors avec toutes ses forces au secours de Lycophron, défait les Macédoniens dans deux batailles successives, et les chasse de Thessalie.
En 352, Onomarchos revient en Béotie. Il défait les Béotiens en une bataille et prend Coronée. Il est ensuite rappelé une nouvelle fois à l'aide par Lycophron, car Philippe est revenu en Thessalie. Onomarchos s'empresse de soutenir son allié avec une armée de 20 000 fantassins et 500 chevaux, mais Philippe dispose de troupes plus nombreuses et défait les Phocidiens à la bataille du Champ de Crocus grâce à la cavalerie thessalienne. Onomarchos et de nombreux fuyards se jettent à la mer dans l'espoir de nager jusqu'aux navires athéniens qui, sous les ordres de Charès, se trouvent au large des côtes, mais il périt dans les flots ou, selon Pausanias, sous les traits de ses propres soldats. Son corps tombe entre les mains de Philippe, qui le fait crucifier pour châtier son sacrilège à Delphes.